# Pirosseno

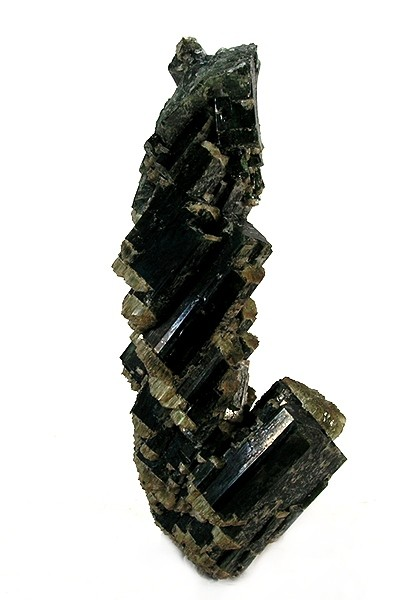
Minerale del gruppo dei pirosseni

I pirosseni sono dei silicati che costituiscono, insieme agli anfiboli, il gruppo degli inosilicati. La loro formula generale è XYZ2O6 e la loro struttura di base è costituita da catene singole di tetraedri composti da silicio e ossigeno. Sono componenti fondamentali di molte rocce ignee e metamorfiche: si stima rappresentino circa l'11% in volume dei minerali comuni.
L’origine del nome deriva dal greco antico πυρ (pyr= fuoco) e ξένος (Xenos= straniero, estraneo) con il significato di pietra estranea al fuoco. Fu coniato da René Just Haüy per descrivere dei cristalli verdi che aveva osservato in molte lave, ritenendo che fossero stati inclusi accidentalmente in queste rocce, da qui il nome "estraneo al fuoco", cioè estraneo alle rocce ignee.
I pirosseni si possono formare sia in rocce magmatiche che metamorfiche. I pirosseni metamorfici si possono formare per metamorfismo termico (o di contatto) o per metamorfismo regionale. Nel primo caso cristallizzano in una zona limitata, chiamata aureola di contatto, a basse pressioni e alte temperature; mentre nel secondo caso si formano in profondità ad alte temperature ed elevata pressione di tipo idrostatico.

## Struttura e composizione
La struttura dei pirosseni è formata da catene singole che si sviluppano lungo l’asse c composte da tetraedri di (SiO₄)4-. Ogni tetraedro è unito al successivo tramite legami tra ossigeno e silicio di carattere al 50% ionico e al 50% covalente, formando così la catena singola (Rapporto Si:O di 1:3). L'unità che si ripete e che rappresenta la dimensione c della cella elementare, misura 5,2 Å ed è costituita da due tetraedri Si2O6.
Un pirosseno ha formula generale XYZ2O6:
dove:
- X rappresenta lo ione ferroso (Fe2+) oppure gli ioni sodio (Na+), calcio (Ca2+),, manganese (Mn2+), magnesio (Mg2+) e litio (Li+) nel sito M2
- Y rappresenta gli ioni magnesio (Mg2+), ferroso (Fe2+), manganese (Mn2+), ferrico (Fe3+), alluminio (Al3+), cromo (Cr3+) e titanio (Ti4+) nel sito M1
- Z rappresenta gli ioni silicio (Si4+) e alluminio (Al3+) nei siti tetraedrici.

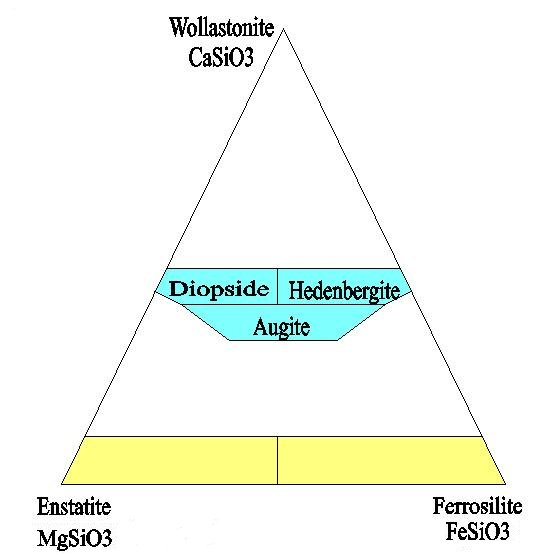
Figura 1 - Quadrilatero dei pirosseni

La struttura, oltre ai siti tetraedrici, presenta due siti cationici: M1 (Y) a correlazione ottaedrica, e M2 (X) a coordinazione variabile da 6 a 8, a seconda del raggio ionico del catione.
La variazione di composizione dei pirosseni può essere rappresentata tramite il quadrilatero dei pirosseni in figura 1, nel quale si evidenziano le fondamentali soluzioni solide: enstatite-ferrosilite (ortopirosseni), diopside-hedembergite e augite. Anche la pigeonite è una soluzione solida dei pirosseni, non mostrata in figura 1.
La serie enstatite-ferrosilite [Mg,Fe]SiO3 si ha quando i siti M1 e M2 sono occupati da Fe2+ e Mg2+. Questi vengono chiamati ortopirosseni e possono contenere fino a 5% in moli di calcio dando origine ai tre polimorfi protoenstatite e ortoenstatite ortorombiche e clinoenstatite monoclina (e gli equivalenti ferrosiliti). Raramente il rapporto Fe:Mg è superiore a 1:1. L'enstatite pura è composta per il 60,0% da silice (SiO2) e per il 40,0% di ossido di magnesio (MgO), e l'ossido di calcio (CaO) non supera l'1,5%. Raramente si trova la ferrosilite pura in natura, mentre tutte le altre composizioni sono più comuni.
Aumentando il contenuto di calcio si forma la pigeonite ([Mg,Fe,Ca][Mg,Fe]Si2O6) che cristallizza solo nel sistema monoclino. Contiene il 5-15% in moli di metasilicato di calcio (CaSiO3).
Esiste un intervallo di immiscibilità tra le composizioni di pigeonite e augite poiché pirosseni Mg-Fe-Ca con contenuto di calcio tra circa 15 e 25% in moli non sono stabili. Questo perché il raggio ionico del calcio non permette la coesistenza di calcio e magnesio (o ferro) in tali proporzioni all'interno della struttura cristallina. Infatti la differenza dei raggi ionici tra calcio e magnesio è del 50% e tra calcio e ferro è del 34%.

Le augiti si estendono lungo la linea dei diopsidi-hedenbergiti con larghezza limitata e crescente con la temperatura. Possono presentare ampie sostituzioni come Mn, Fe3+, Ti, Na e fino al 25% in alluminio. Tra augite e diopside-hedembergite (CaMgSi2O6 – CaFeSi2O6) vi è una separazione arbitraria posta a 45% in moli di calcio. Nella serie diopside-hedembergite, il magnesio e il ferro bivalente si sostituiscono in tutte le proporzioni, mentre l'alluminio può essere presente tra 1-3%. 

Figura 2 - Nomenclatura dei pirosseni ricchi di sodio

Dato che lo ione calcio non può occupare il sito Y, pirosseni con più di 50 mol% di calcio non sono possibili. La wollastonite possiede la formula del termine puro CaSiO3, ma importanti differenze strutturali fanno sì che non possa essere raggruppato con i pirosseni, ma con i pirossenoidi.
Un secondo importante gruppo è quello dei pirosseni ricchi di sodio, che corrispondono alla nomenclatura mostrata in figura 2. La presenza di sodio, il quale possiede carica +1, nei pirosseni implica la necessità di un meccanismo di bilanciamento di carica. Nella giadeite (NaAlSi2O6) e nell’aegirina (NaFe3+Si2O6) vi è l'aggiunta di uno ione di carica +3 nel sito Y (rispettivamente alluminio e ferro(III)). Pirosseni ricchi di sodio con più del 20% in moli di componenti calcio, magnesio o ferro(II) sono conosciuti come onfacite e egirina-augite, con 80% o più di questi componenti i pirosseni ricadono nel quadrilatero mostrato in figura 1.
Esiste solo un pirosseno a litio, lo spodumene, e le sue varietà.

## Cristallografia

### Morfologia e abito
Solitamente i cristalli dei pirosseni presentano abito prismatico tozzo, poco allungato. Frequentemente si possono osservare geminati semplici o a lamelle polisintetiche.
- Pirosseni rombici: presentano in genere abito prismatico. I cristalli sono rari e spesso massivi, fibrosi o lamellari.[6][10]
- Pirosseni monoclini: la pigeonite presenta abito prismatico allungato secondo c, ma sono rari i cristalli ben formati. Diopsidi, hedembergiti e augiti formano in genere cristalli prismatici con sezioni quadrate o con otto lati. Essi possono essere granulari, massivi, lamellari, o colonnari. Sono rari i cristalli singoli di giadeite e si trovano spesso in aggregati granulari massivi e compatti. I cristalli di aegirina si trovano spesso in aggregati fibrosi e hanno abito prismatico allungato con terminazioni appuntite e facce imperfette. I cristalli ad abito prismatico dello spodumene sono spesso appiattiti con striature verticali profonde. Si presentano di aspetto solitamente grossolano con facce ruvide.[6][10]

## Proprietà fisiche e ottiche

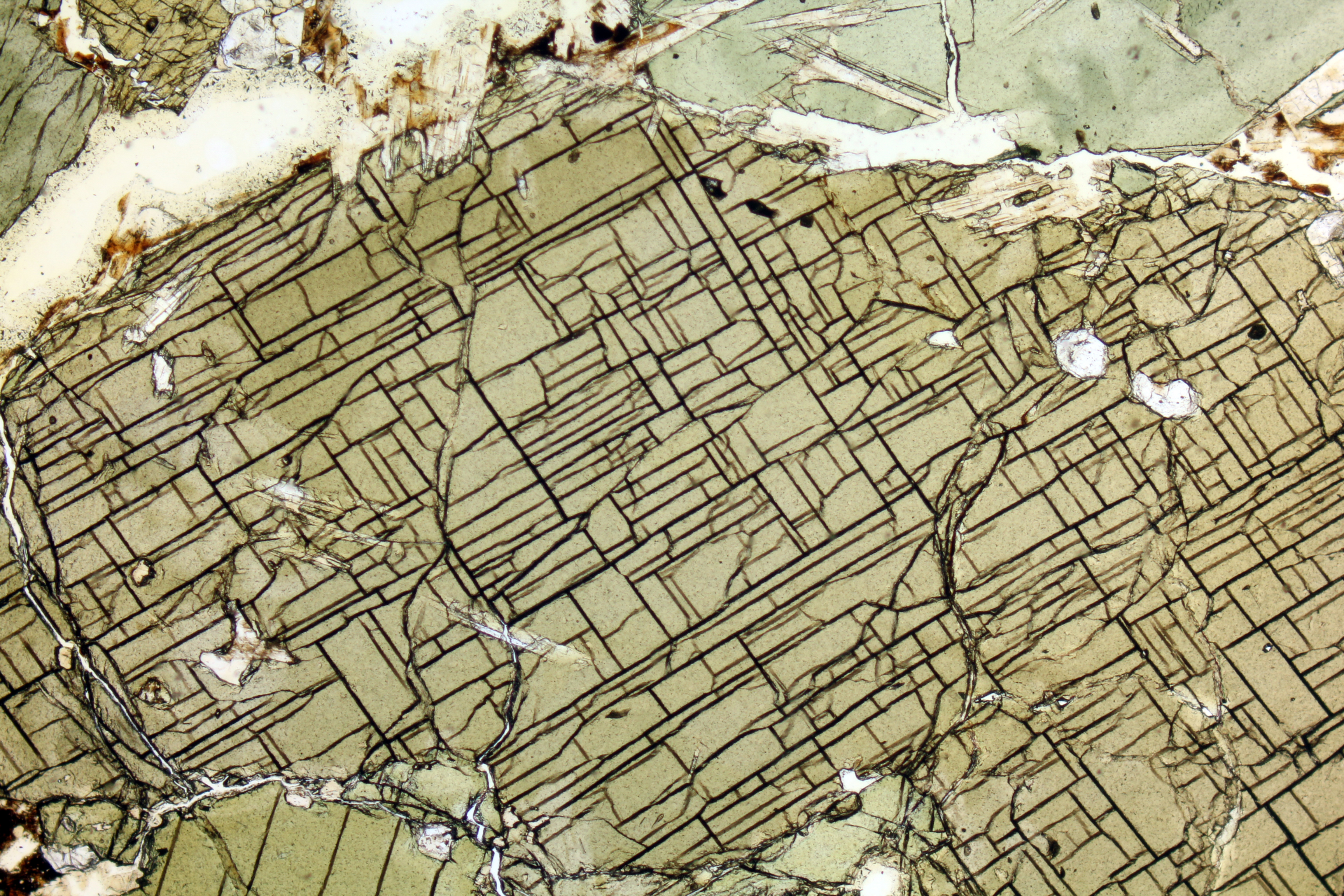
Sezione sottile, in taglio basale, di pirosseno verde (con piani di clivaggio di 90°) proveniente da uno xenolite pirossenico dell'Apparato Vulsinio area vulcanica dei Monti Volsini (Lazio); luce polarizzata

### Sfaldatura
I pirosseni presentano una buona sfaldatura prismatica secondo il piano {110}, con angoli di intersezione di circa 87° e 93° osservabili nelle sezioni basali. Questo li distingue dagli anfiboli, che presentano una sfaldatura analoga, ma con angolo di circa 124°.

### Peso specifico
Il peso specifico dei pirosseni va da circa 3.0 a 4.0, in particolare:
- Pirosseni rombici: da 3,1 a 3,5 g in correlazione alla crescita del contenuto in Fe[10]
- Pirosseni monoclini: da 3,2 a 3,6 g in base alla composizione.[10]

### Durezza
La durezza sulla scala di Mohs va da 5 a 7.

### Lucentezza
- Pirosseni rombici: enstatiti e ferrosiliti con lucentezza vitrea o perlacea, talvolta presentano lucentezza submetallica bronzea.[6][10]
- Pirosseni monoclini: lucentezza generalmente vitrea, talvolta perlacea in giadeite.[6][10]

### Proprietà ottiche

#### Colore
Generalmente i pirosseni hanno una colorazione che va da verde scuro a nero, ma esistono anche termini in verde chiaro, violacei, biancastri, bruni, o incolori, dipendentemente dalla composizione chimica.
- Pirosseni rombici: le enstatiti hanno colore giallognolo o marroncino-verde chiaro ed è incolore in sezione sottile, mentre le ferrosiliti vanno da bruno a nero.[6]
- Pirosseni monoclini: la pigeonite va da bruno-verdastra a nera. I diopsidi hanno una colorazione che va da biancastro a verde chiaro, scurendosi al crescere del contenuto in ferro. Hedembergite e augite sono tipicamente nere. La giadeite va dal bianco al verde-mela al verde-smeraldo. Talvolta si presenta bianca con chiazze verdi. La aegirina ha colore bruno o verde, e lo spodumene è incolore, bianco, grigio, rosa, giallo, o verde. Le due varietà di gemme dello spodumene sono la kunzite (lilla) e la hiddenite (verde smeraldo).[6]

In sezione sottile, i pirosseni monoclini ricchi di magnesio sono generalmente lievemente colorati o incolori, mentre i termini ricchi di ferro, e quelli alcalini hanno colori e pleocroismi caratteristici.
I pirosseni ortorombici differiscono dai monoclini per avere estinzione parallela.

#### Indici di rifrazione
- Pirosseni rombici: gli indici di rifrazione crescono al crescere del contenuto in Fe.
- Pirosseni monoclini: indici di rifrazione elevati

I valori specifici sono riportati nella Tabella 1.

#### Birifrangenza
- Pirosseni rombici: le enstatiti hanno birifrangenza bassa.[10]
- Pirosseni monoclini: per la maggior parte presentano birifrangenza abbastanza notevole, elevata anche nelle egirine.[10]

I valori specifici sono riportati nella Tabella 1.
| Minerale       | Indici di rifrazione | Pleocroismo     | Segno ottico | Birifrangenza |
| -------------- | -------------------- | --------------- | ------------ | ------------- |
| Enstatite      | 1.65 - 1.68          |                 | Biassico+    | 0.009 - 0.011 |
| Iperstene      | 1.67 - 1.77          | Debole/Moderato | Biassico-    | 0.011 - 0.018 |
| Pigeonite      | 1.70 - 1.75          |                 | Biassico+    | 0.021 - 0.030 |
| Augite         | 1.68 - 1.74          | Debole          | Biassico+    | 0.018 - 0.034 |
| Diopside       | 1.66 - 1.76          |                 | Biassico+    | 0.028 - 0.031 |
| Hedembergite   | 1.72 - 1.75          | Debole          | Biassico+    | 0.029         |
| Giadeite       | 1.65 - 1.69          |                 | Biassico+    | 0.005 - 0.021 |
| Egirina        | 1.74 - 1.83          | Moderato/Forte  | Biassico-    | 0.037 - 0.061 |
| Egirina-augite | 1.70 - 1.81          | Forte           | Biassico-    | 0.030 - 0.053 |
| Spodumene      | 1.66 - 1.67          | Forte           | Biassico+    | 0.014 - 0.018 |

## Nomenclatura
La struttura a catena di silicio dei pirosseni offre molta flessibilità nell'incorporazione di differenti cationi, e i nomi dei pirosseni sono principalmente definiti dalla loro composizione chimica. I pirosseni sono denominati in relazione alla specie chimica occupante il sito X (o M2), il sito Y (o M1), e il sito tetraedrico T. La "International Mineralogical Association's Commission on New Minerals and Mineral Names" ha riconosciuto 20 nomi di minerali e scartato 105 nomi usati precedentemente.

## Minerali e giacitura
I pirosseni sono suddivisi in due sottogruppi:
- Sottogruppo dei clinopirosseni (monoclini)
  - augite (Ca,Na)(Mg,Fe,Al,Ti)(Si,Al)2O6 costituente delle rocce basiche povere o prive di silice
  - clinoenstatite MgSiO3
  - clinoferrosilite Fe2+2Si2O6
  - colomeraite NaTi3+Si2O6
  - cosmocloro NaCrSi2O6 costituente accessorio di alcuni meteoriti ferrosi
  - davisite CaScAlSiO6
  - diopside CaMgSi2O6 diffusa in rocce metamorfiche, ma anche in rocce ignee
  - egirina NaFe3+Si2O6 relativamente rara, presente prevalentemente in rocce ignee ricche di sodio e potassio e povere di SiO2
  - egirina-augite (NaaCabFe2+cMgd)(Fe3+eAlfFe2+gMgh)Si2O6 (con a+b+c+d = 1, e+f+g=h = 1, a = e+f, 0,2 ≤ a ≤ 0,8, e > f)
  - esseneite CaFe3+[AlSiO6] relativamente rara, si trova in rocce derivate dalla fusione della lava su rocce sedimentarie in condizioni di alta temperatura e bassa pressione
  - grossmanite CaTi3+AlSiO6
  - giadeite Na(Al,Fe3+)Si2O6 si trova solo in rocce metamorfiche, in condizioni di alte pressioni e temperature relativamente basse
  - hedenbergite CaFe2+Si2O6 diffusa in rocce metamorfiche e ignee
  - jervisite (Na,Ca,Fe2+)(Sc,Mg,Fe2+)Si2O6 presente nelle cavità miarolitiche del granito
  - johannsenite CaMn2+Si2O6 limitata a calcari metasomatizzati
  - kanoite Mn2+(Mg,Mn2+)Si2O6 raro, reperibile nelle fratture tra pirossimangite e cummingtonite delle rocce metamorfiche
  - kushiroite CaAl[AlSiO6]
  - namansilite NaMn3+Si2O6 presente in sedimenti ricchi in sodio e manganese, molto ossigenati e con basso livello di metamorfosi
  - natalyite Na(V3+,Cr3+)Si2O6 presente in rocce di quarzo-diopside, che fanno parte di complessi metamorfici del Precambriano
  - omfacite (Ca,Na)(Mg,Fe2+,Al)Si2O6 tipica di rocce metamorfiche di alta pressione
  - petedunnite Ca(Zn,Mn2+,Mg,Fe2+)Si2O6 reperibile in depositi di zinco metamorfosati e stratificati
  - pigeonite (Ca,Mg,Fe)(Mg,Fe)Si2O6 comune in lave basiche raffreddate velocemente e alcune rocce intrusive
  - ryabchikovite	CuMgSi2O6
  - spodumene LiAl(SiO3)2 raro, presente quasi esclusivamente in rocce pegmatiti ricche di litio
  - tissintite (Ca,☐)AlSi2O6

In questo sottogruppo compaiono, in attesa di assegnazione definitiva, altri tre minerali, ossia la leucaugite (CaMgSi2O6) e due minerali ancora senza nome: UM2001-19-SiO:AlCaMgNa ((Na,Mg,Ca)(Mg,Al)Si2O6) e UM2003-36-SiO:CaNa (NaCrSi2O6 - CaMgSi2O6).
- Ortopirosseni (ortorombici)
  - donpeacorite (MgMn)MgSi2O6 presente in marmi silicei ricchi in manganese
  - enstatite Mg2Si2O6 comune in peridotiti, basalti e gabbri, ma anche in molte rocce metamorfiche in condizioni di alte temperatura e pressione
  - ferrosilite Fe2Si2O6 forma isomorfa rara dell’enstatite, con cui in natura forma miscele isomorfe
  - protoenstatite Mg2Si2O6.

I pirosseni possono essere trovati in molte parti del mondo. I pirosseni a magnesio-ferro (enstatite e ferrosilite) si ritrovano nella costa atlantica degli Stati Uniti, nella zona del Lago Superiore e nella regione canadese del Labrador. I pirosseni a calcio (diopside, hedenbergite, augite e johannsenite) sono distribuiti tra gli Urali, il Tirolo, Trentino-Alto Adige, Veneto e Toscana, gli stati americani di New York, New Jersey e Connecticut, e il Brasile (soprattutto il diopside). Anche i pirosseni a sodio sono distribuiti in varie zone del mondo: la giadeite si ritrova nelle Alpi, in California e Giappone, l’egirina in Arkansas, Russia e Quebec. Lo spodumene (pirosseno a litio) è reperibile in California e Sud Dakota, mentre l’onfacite si trova soprattutto in Germania. Altri pirosseni si possono trovare in stati americani come Minnesota (pigeonite), New Jersey (petedunnite), New York (donpeacorite) e Wyoming (esseneite, reperibile anche in Russia); ma anche in altri Stati del Nuovo Continente come Messico (cosmocloro), e Canada (iperstene). In Russia si segnalano giacimenti di namansilite e natalyte, nella regione di Hokkaido viene estratta la kanoite, mentre in Sudafrica si estrae la nchwaningite. In Italia, in particolare in Piemonte, si reperisce la jervisite mentre in Valle D’Aosta, nel vallone di Saint Marcel, si trova il violano.

## Utilizzi
I pirosseni vengono utilizzati in campo collezionistico e scientifico. Alcuni di loro vengono impiegati nella gioielleria, per l'estrazione di elementi utili in campo industriale e in molti altri campi.

### Varietà del diopside

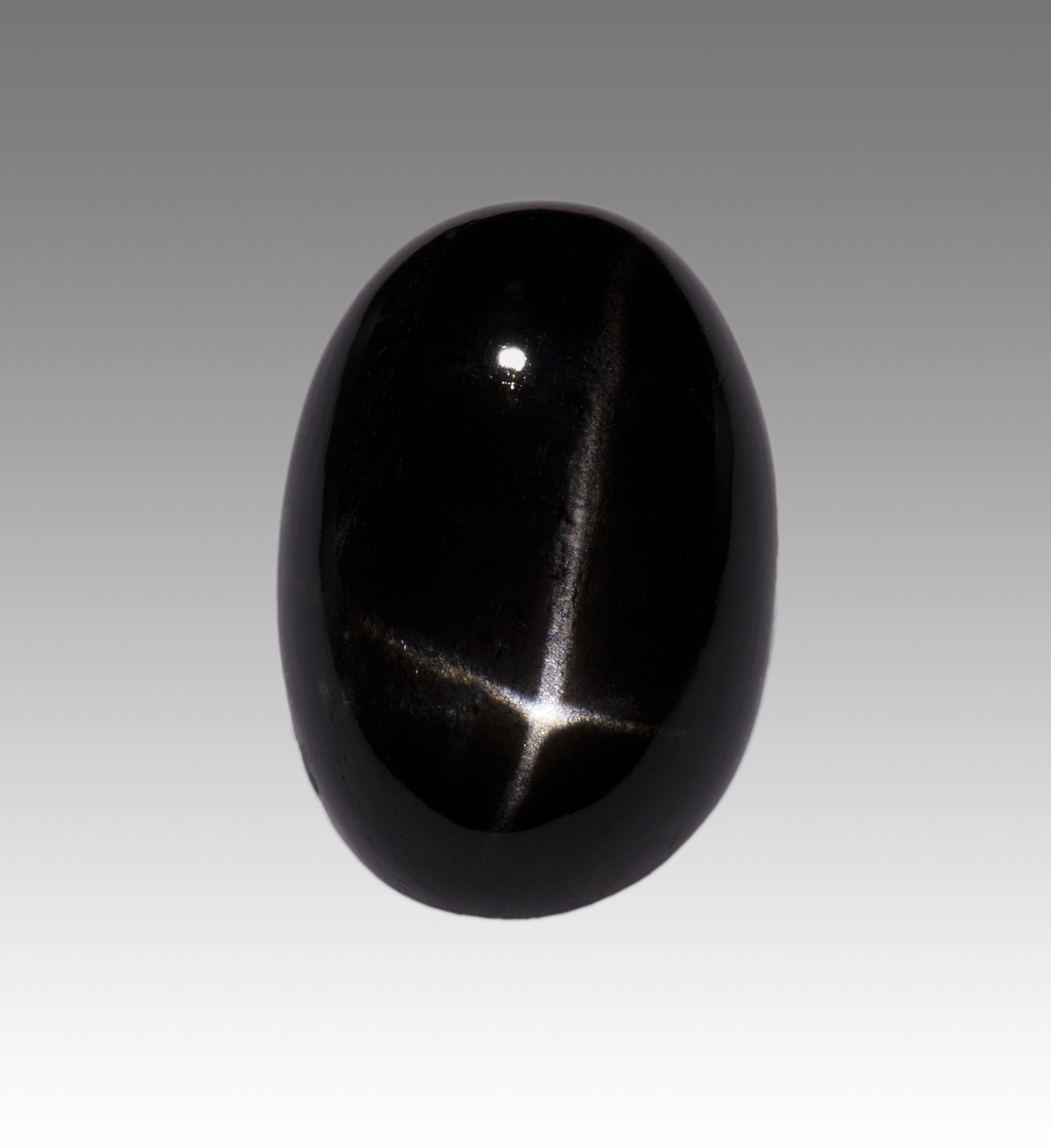
Diopside stella nera

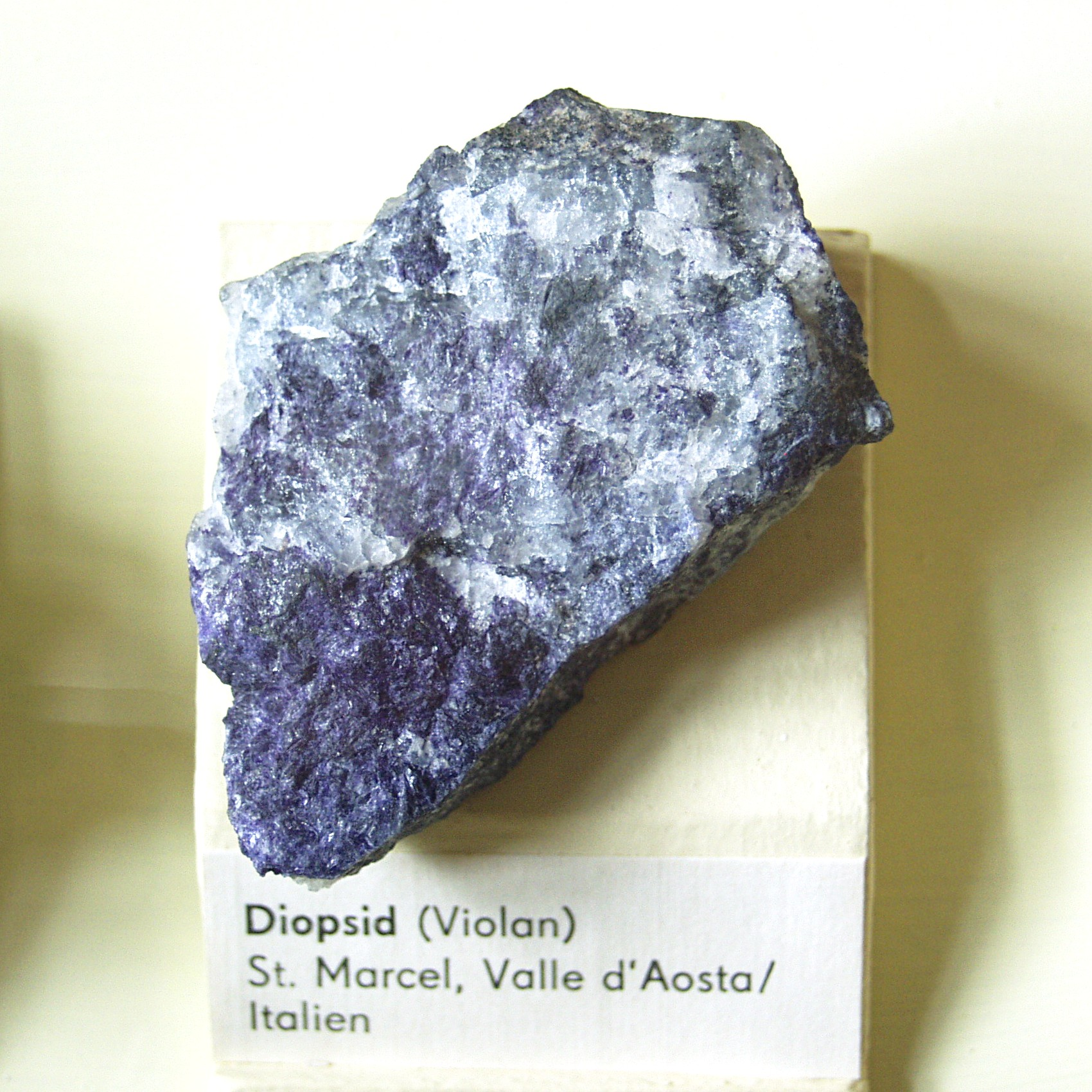
Violano

- Cromo-diopside: presenta intense tonalità di verde, in relazione alla percentuale di cromo presente, ma è alquanto raro (estratto solo in Siberia).[17]
- Stella Nera: mostra una stella a quattro bracci al centro, fenomeno dovuto alla presenza d’inclusioni a forma di aghetti incrociati. È raro, proveniente in maggior parte dall'India, e varia dal verde scuro al nero.[18]
- Tashmarin: presenta tonalità di verde chiaro tendenti al giallo per la più scarsa presenza di cromo.[19]
- Violano: raro, contiene tracce di manganese che conferiscono tonalità di azzurro chiaro tendente al violetto.[19]
- Russa: ha colorazioni intense di verde, dovute alla presenza del cromo, qualche volta con leggere sfumature bluastre. È raro, proviene solo dalla Siberia Occidentale, e simile per colorazione allo smeraldo.[19]

### Giada

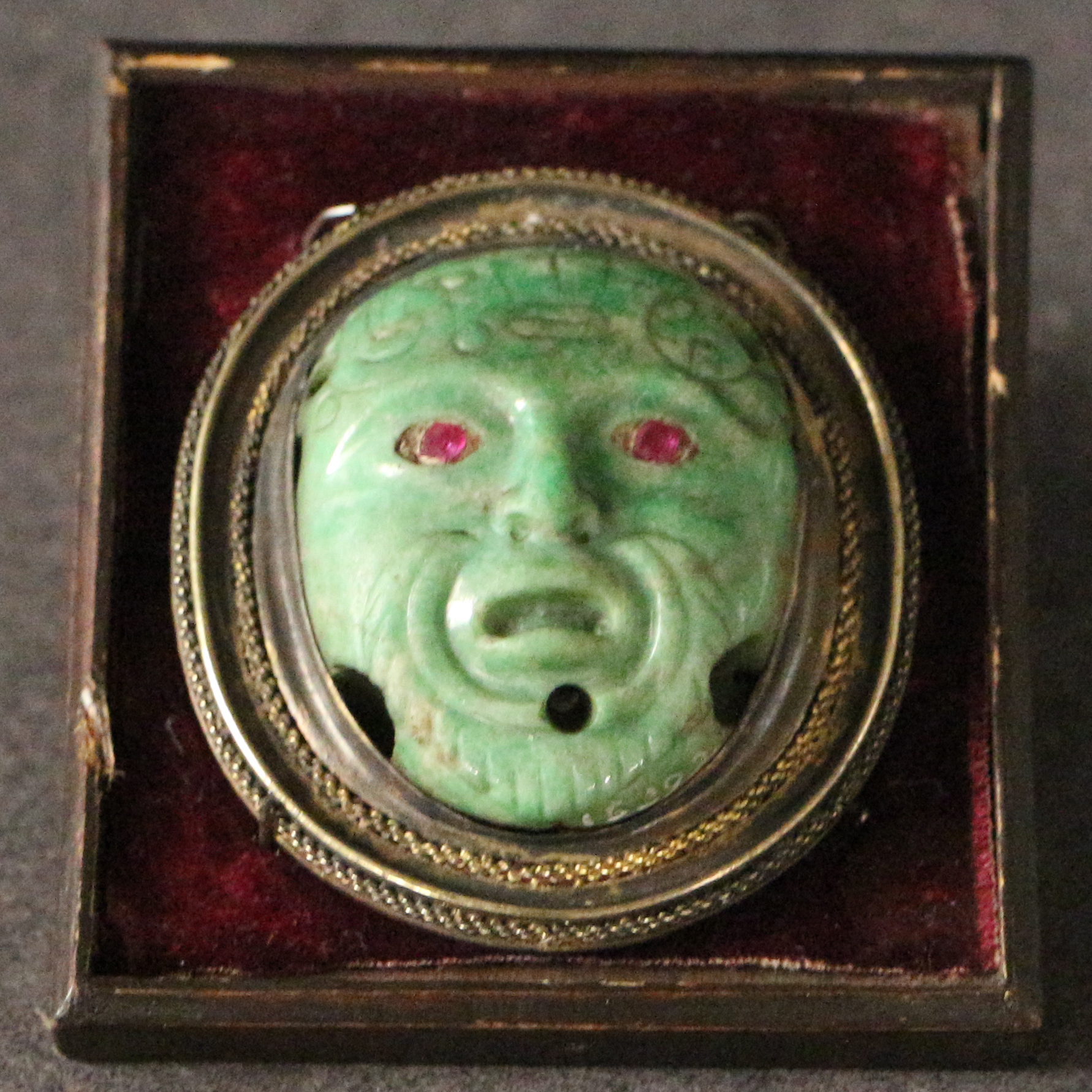
Maschera di giadeite azteca

Con questo nome viene comunemente chiamato il pirosseno giadeite o l'anfibolo nefrite. Usata nell'antichità soprattutto in Asia (Cina e Giappone) per fabbricare svariati oggetti, da bottoni alle più conosciute statue raffiguranti dragoni, ma anche dalle civiltà precolombiane e in Europa. Oggi viene usata maggiormente per la realizzazione di gioielli. Risulta un materiale molto duro (durezza di nefrite e della più rara giadeite rispettivamente di 6,5 e 7 sulla scala di Mohs) e a seconda della composizione può originare sei diversi colori naturali: sfumature di verde, viola, rosso, giallo, bianco e nero.

### Spodumene

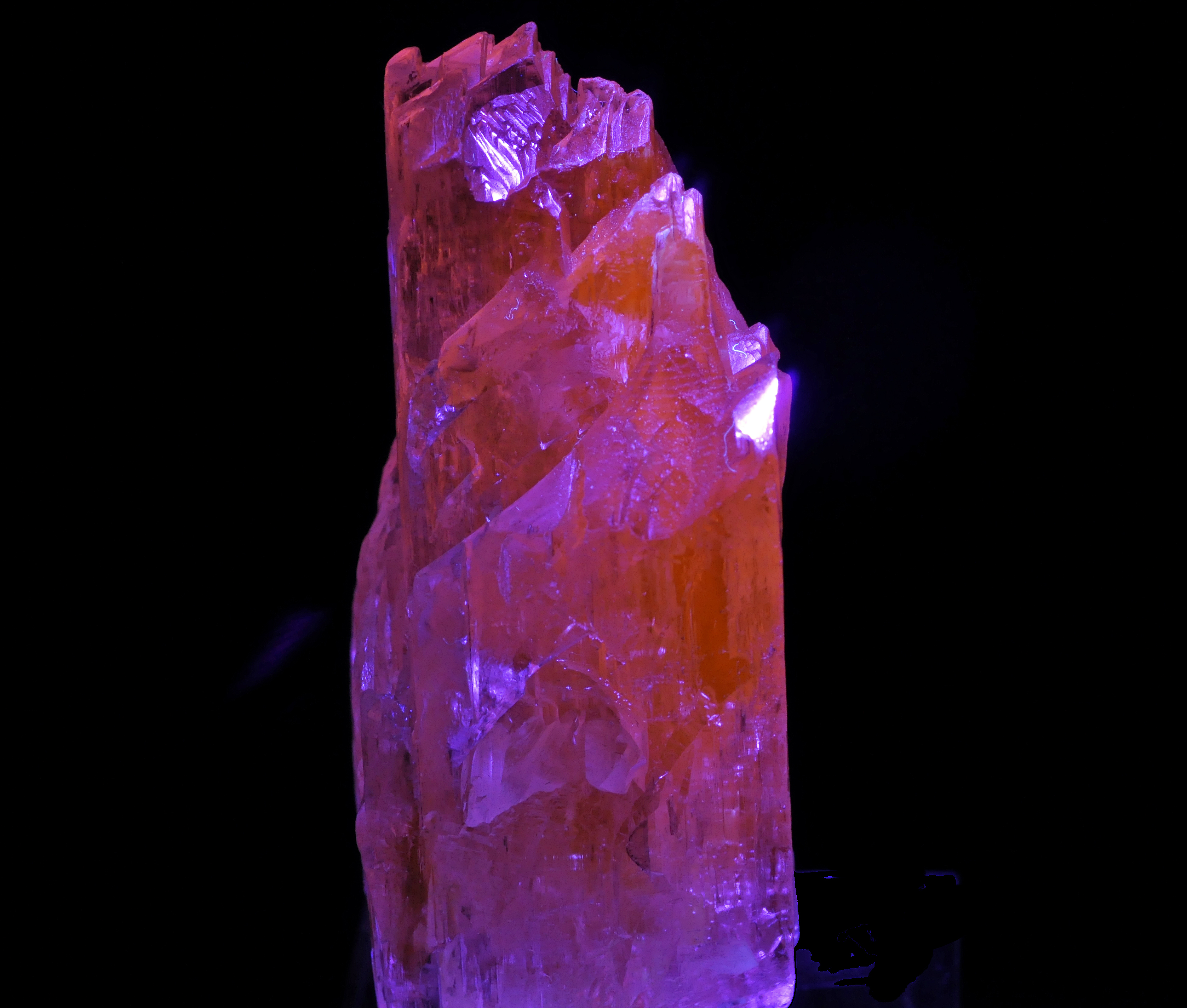
Kunzite esposta a raggi UV

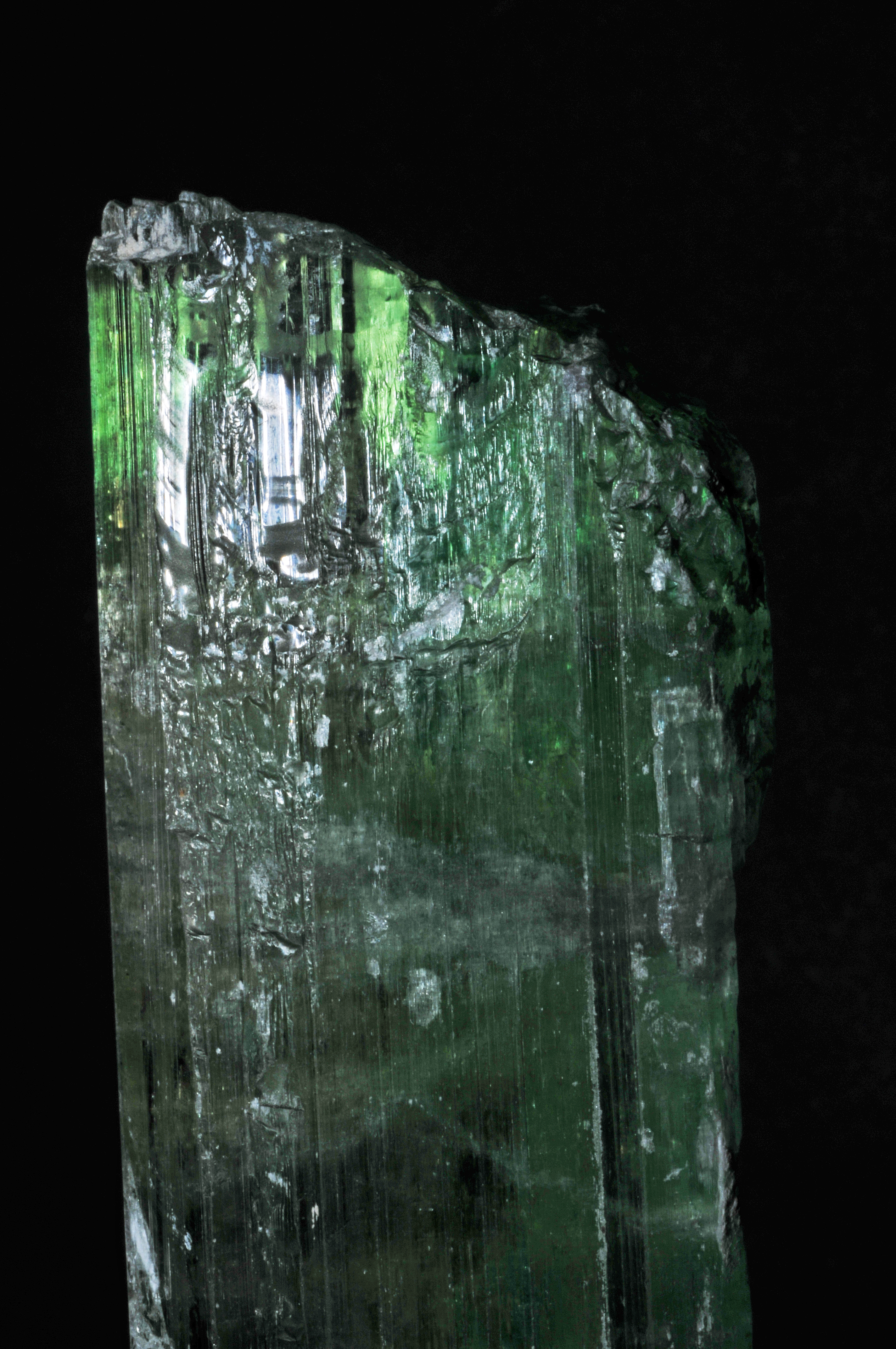
Hiddenite proveniente dall'Afghanistan

Può variare colorazione da incolore a giallastro. Data l’elevata reattività del litio, questo si trova solo in complessi con altri elementi. Uno dei minerali più ricchi litio è, appunto, lo spodumene, che perciò è altamente significativo dal punto di vista commerciale; viene estratto maggiormente da Russia, Cina e Zimbabwe.
- Varietà trifane presenta colore bianco o giallo, a seconda della percentuale di ferro, cromo presente.
- Varietà kunzite: di colore rosa-violetto, a seconda della quantità di manganese. Esportata da Brasile, Madagascar, Pakistan e soprattutto Afghanistan. Una peculiarità di questa gemma è la fosforescenza, cioè la capacità di emettere radiazione luminosa dopo essere stata esposta a raggi ultravioletti.[22]
- Varietà hiddenite: rarissima varietà in cui il cromo è presente in gran quantità, donando varie colorazioni di verde. La gemma con intensa colorazione verde smeraldo viene considerata la più preziosa. Giacimenti di hiddenite si trovano in North Carolina, California, Afghanistan e Brasile.[23]

## Esemplari notevoli
Il pirosseno più grande trovato è uno spodumene trovato nel Dakota del Sud (Stati Uniti), lungo 13 metri e pesante 66 tonnellate. Dalla medesima località proviene un altro spodumene lungo 14 metri e pesante 28 tonnellate.